# Johann Neumann
Johann Neumann (fl. XX secolo) è stato un calciatore austriaco, di ruolo attaccante.

## Carriera
Fu per due volte capocannoniere del campionato austriaco: nel 1913 (assieme a Richard Kuthan e Johann Studnicka) e nel 1914.

## Palmarès

### Club

#### Competizioni nazionali
- Campionato austriaco: 1

Wiener AC: 1914-1915